# I carabbimatti
I carabbimatti è un film comico del 1981, diretto da Giuliano Carnimeo. Sul filone del "film barzelletta" e sulla scia de I carabbinieri, un cast e una regia rinomati si abbandonano in un film a basso costo, visualizzando storielle risapute sull'Arma dei Carabinieri.

## Trama
Le disavventure di una sciagurata coppia di militi della Benemerita in borghese. Pasta e Ceci sono costantemente redarguiti dal loro comandante e per riscattarsi indagano su un tale Commendator Marrone, bancarottiere ricercato, abbandonato dalla moglie e tradito dalla procace amante. Avvalendosi di una vetusta Fiat 850 Sport Spider, seguono una serie di partenze con il blocca-sterzo inserito. Un segugio di nome Beckenbauer commenta in romanesco le loro disavventure.
Marrone inscena una fuga con una finta ambulanza ma finisce casualmente a Villa Verde, un nosocomio psichiatrico amministrato da un bizzarro primario con piglio da dottor Frankenstein. Qui pullulano improbabili pazienti che lo perseguitano con le loro intemperanze: da un fanatico nazional-socialista assetato di sangue a un sedicente infermiere. Pasta e Ceci, introdottisi in incognito, finiscono con l'esserne a loro volta vittime.
Data la situazione ingestibile, il faccendiere evade dalla clinica per recuperare i preziosi documenti con cui ricattare i suoi accusatori: da qui l'esilarante inseguimento dell'ambulanza da parte di Pasta e Ceci.
Marrone torna alla sua residenza dove trova nei vari armadi tutti i personaggi della sua cerchia, ognuno amante della consorte. Ovvia conclusione l'arresto da parte della scanzonata coppia e il loro congedo surreale a bordo di una Volkswagen Maggiolino in grado di volare.